# Orthoptera
Pour une classification, voir Orthoptera (classification phylogénétique).
Ordre
Les orthoptères ou Orthoptera (du grec orthos, droit, et ptéron, aile) sont un ordre de la classe des insectes.
Ces animaux se caractérisent par des ailes alignées par rapport au corps. On estime à 22 000 le nombre d'espèces présentes sur la planète. La grande majorité de ces espèces sont phytophages (se nourrissent de végétaux), bien que plusieurs soient régulièrement prédatrices. Cet ordre est scindé en deux sous-ordres : les ensifères (grillons et sauterelles) et les caelifères (criquets).

## Distribution
Ils se rencontrent sur tous les continents sauf en Antarctique.

## Description

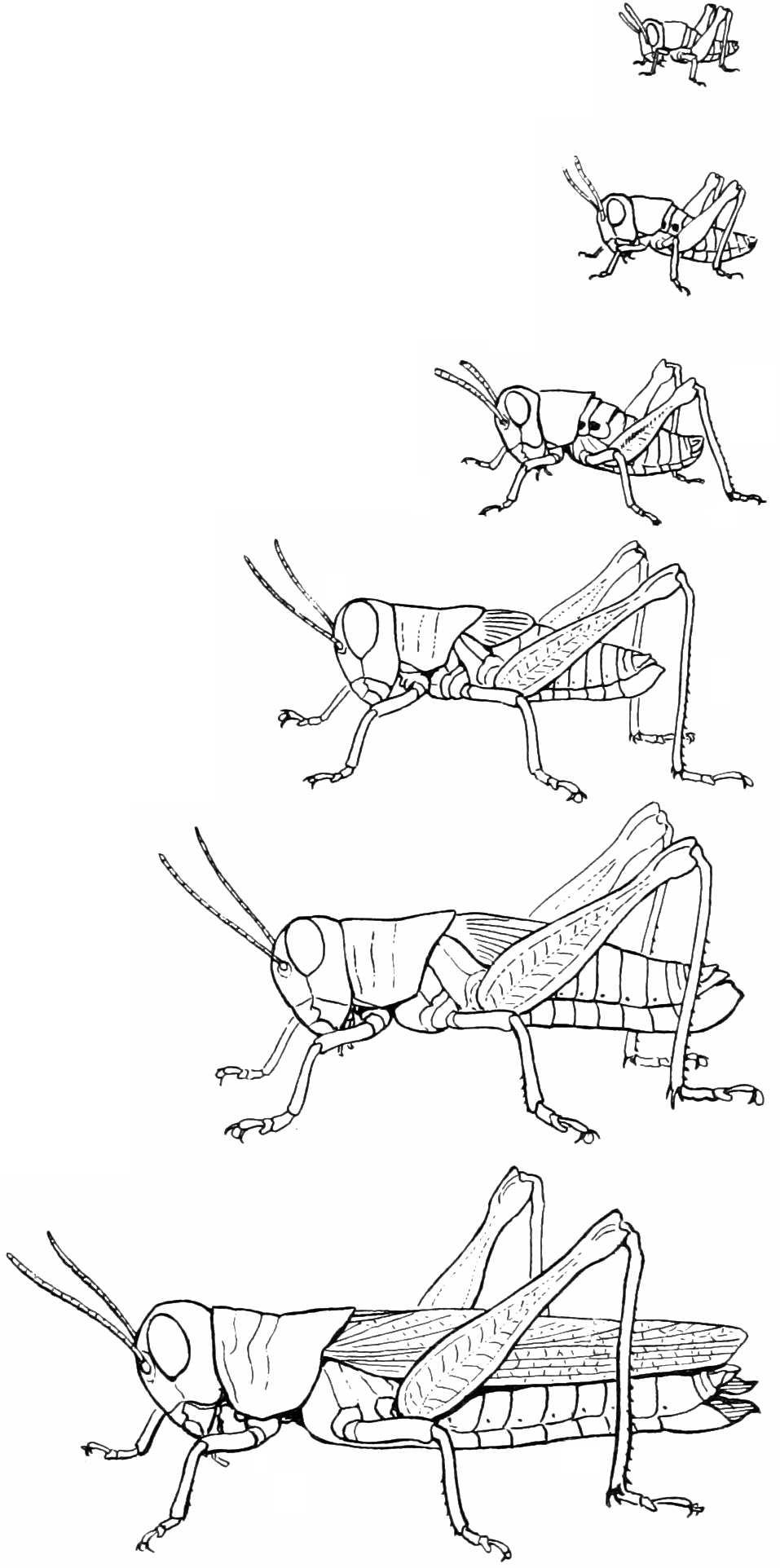
Phases de la métamorphose paurométabole des Orthoptères, ici chez un criquet.

Les orthoptères sont caractérisés par des ailes droites. Certaines espèces sont aptères ou pourvues d'ailes fortement réduites, comme les Éphippigères. Ils appartiennent au groupe des insectes Paurométaboles, caractérisés par leur métamorphose incomplète. L'œuf pondu par la femelle livre directement un juvénile, réplique identique de l'adulte, aptère et immature. Il se développera par mues successives jusqu'à atteindre le stade de l'imago (adulte). Les orthoptères se distinguent en ce sens des insectes à métamorphose complète, ou Holométaboles, dont la métamorphose inclut un stade transitoire de nymphe dont la morphologie est très différente de l'imago.

### Morphologie
Les deux paires d'ailes, lorsqu'elles sont développées, sont différentes. Les ailes antérieures sont coriaces et recouvrent et protègent la paire postérieure. Nommées tegmina (singulier tegmen), elles ne participent pas au vol. La paire postérieure est membraneuse et est repliée sous la paire antérieure au repos.

### Régime alimentaire
La plupart  des espèces connues sont phytophages. On peut résumer en disant que les criquets, qui sont regroupés sous le sous-ordre des Caelifera, sont exclusivement phytophages. Concernant les Ensifera (les sauterelles et grillons), ça va dépendre des espèces mais leur régime varie de carnassier à phytophages à  moins d'avoir les deux.

### Stridulations
Les orthoptères sont capables d'émettre des sons par le mouvement de différentes parties du corps. On parle de stridulations ou de « chant ». Ce sont en général les mâles qui émettent ces sons. La plupart des Ensifères (sauterelles et grillons) chantent en frottant leurs deux ailes antérieures (les tegmina) l'une contre l'autre. Les Caelifères frottent leurs fémurs postérieurs contre les tegmina (élytres).

## La faune de France
La faune de France métropolitaine comprend 220 espèces d'orthoptères, dont environ 100 espèces de criquets. La plupart sont communes à l'ensemble de l'Europe et de la Sibérie.

## Liste des sous-ordres
Selon Orthoptera Species File (17 mai 2012) :
- sous-ordre Caelifera (Criquets) ;
- sous-ordre Ensifera (Ensifères) ;
- sous-ordre Titanoptera †.

Selon ITIS (17 mai 2012) & NCBI (17 mai 2012) :

## Description des sous-ordres

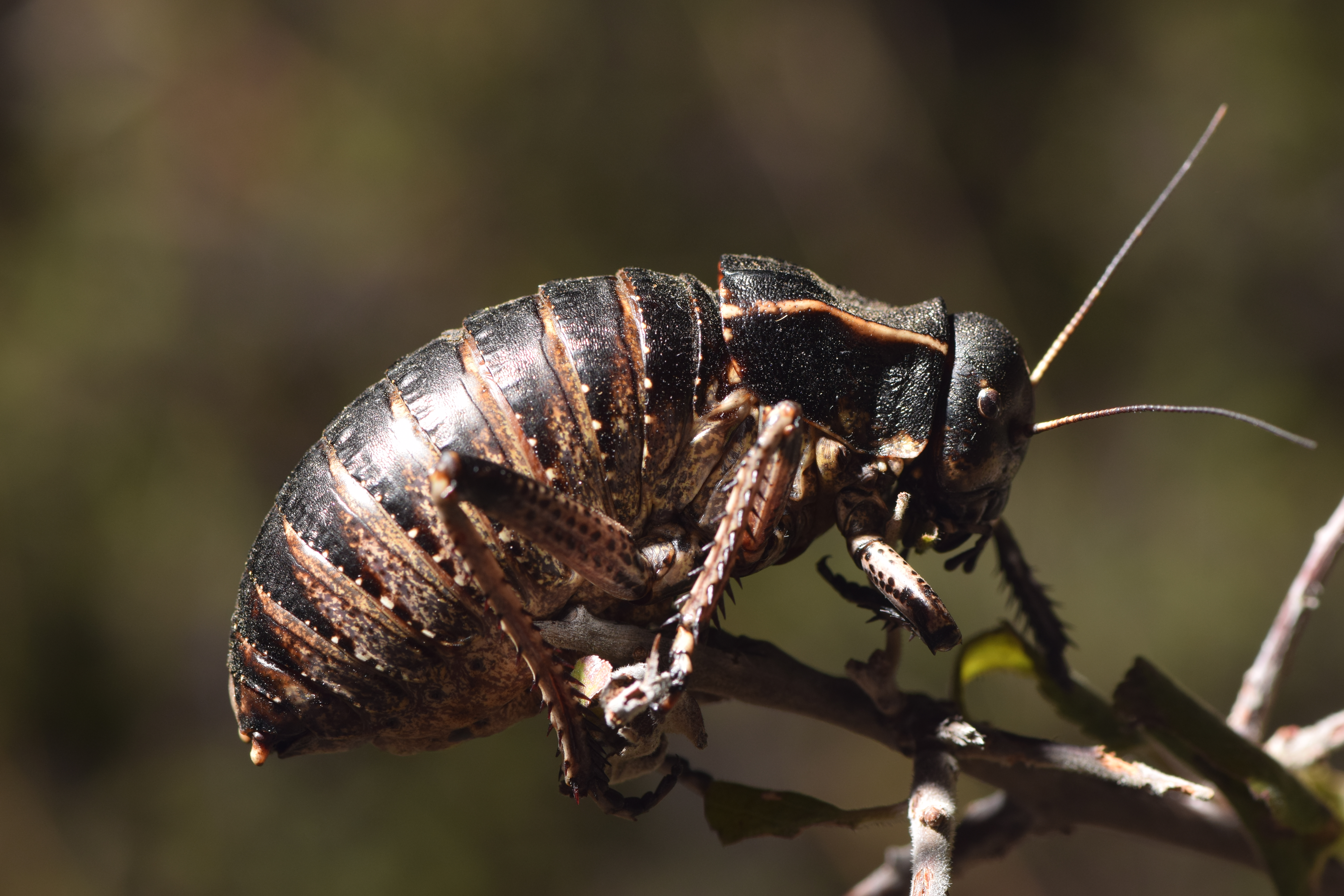
Un ensifère : Bradyporus dasypus mâle.

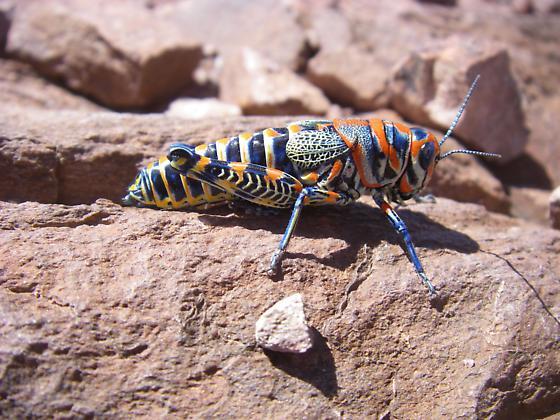
Un caelifère : Dactylotum bicolor.

- Ensifères : ils sont reconnaissables par des antennes fines très développées et à la tarière en lame de sabre chez la femelle. Celle-ci est composée de six valves chez les sauterelles et quatre chez les grillons. Les pattes postérieures sont, comme chez tous les orthoptères, très développées et adaptées au saut, les autres pattes étant marcheuses. L'organe de l'audition de ces insectes est situé sur les tibias antérieurs. On note que le robuste pronotum est surmonté d'une tête dotée d'yeux de taille modeste ainsi que de deux ocelles chez la plupart des sauterelles, trois chez les grillons. On observe aussi la présence de fortes pièces buccales de type broyeur. La stridulation est l'apanage des mâles (sauf exception): elle est produite par le frottement des élytres l'un sur l'autre, l'élytre gauche comportant une râpe frottant sur le grattoir de l'élytre droit[6]. Les juvéniles ressemblent de plus en plus aux adultes au fur et à mesure des mues.
- Caelifères : ils se caractérisent par de courtes antennes qui vont peu au-delà de la tête et du pronotum réunis. Ils sont essentiellement phytophages et peuvent occasionner de grands dommages notamment sous les tropiques. Les acridiens ou acrididés constituent l'essentiel des représentants de l'ordre des caelifères.